# Kristina Nenadović
Kristina Nenadović (* 1. April 2002 in Kragujevac, Serbien) ist eine französische Radsportlerin, die Rennen auf Bahn und Straße bestreitet.

## Sportlicher Werdegang
Mit acht Jahren begann Kristina Nenadović beim CS Villetaneuse mit dem Radsport; schon ihre Mutter war zweifache serbische Meisterin in diesem Sport. 2018 wurde sie französische Jugendmeisterin in Einerverfolgung und Ausscheidungsfahren. 2019 wurde sie Dritte im Straßenrennen der Juniorinnen bei den Europameisterschaften und belegte bei der Juniorinnen-Ausgabe von Gent–Wevelgem Platz acht. Auf der Bahn wurde sie nationale Junioren-Meisterin in der Verfolgung. Im Jahr darauf errang sie drei französische Titel in der Elite, in der Einerverfolgung, dem Ausscheidungsfahren und mit (mit Marion Colard, Laura Da Cruz und Océane Tessier) in der Mannschaftsverfolgung.
2022 belegte Nenadović bei den U23-Bahneuropameisterschaften in Punkte- und Ausscheidungsfahren jeweils Platz drei.

## Erfolge

### Bahn
2018
- Französische Jugend-Meisterin – Einerverfolgung, Ausscheidungsfahren[1]

2019
- Französische Junioren-Meisterin – Einerverfolgung

2021
- Französische Meisterin – Einerverfolgung, Ausscheidungsfahren, Mannschaftsverfolgung (mit Marion Colard, Laura Da Cruz und Océane Tessier)

2022
- U23-Europameisterschaft – Punktefahren, Ausscheidungsfahren
- Französische Meisterin – Mannschaftsverfolgung (mit Marie Patouillet, Laura Da Cruz und Océane Tessier)

### Straße
2019
- Junioren-Europameisterschaft – Straßenrennen